# Het gewiste Wiske
Het gewiste Wiske is een stripverhaal uit de reeks van Suske en Wiske. Het is geschreven door Peter Van Gucht en getekend door Luc Morjaeu. Het kwam uit als 353ste album in de Vierkleurenreeks op 10 augustus 2020. 

## Personages
- Suske, Wiske, Schanulleke, tante Sidonia, Lambik, Jerom, Zwarte Madam, Kludde, Lange Wapper, Sus Antigoon, spoken, politie, marktkooplui, Tobias, bewoner van het voormalige huis van tante Sidonia

## Locaties
- Antwerpen, Het Steen, ziekenhuis, Amoras, het huis van tante Sidonia, het hondenparadijs, de Ruien, het voormalige huis van tante Sidonia

## Verhaal
Wiske komt per toeval de Zwarte Madam, Kludde en Lange Wapper tegen in Het Steen als ze met een speurtocht bezig is. Ze ontdekt de kwade plannen van het gezelschap, maar ze wordt zelf ook ontdekt. Haar geheugen wordt gewist en de vrienden vinden haar in het ziekenhuis. Ze herkent zelfs Schanulleke niet meer en Jerom besluit voor het poppetje te zorgen. Jerom heeft last van een verkoudheid en hij heeft van Lambik een sjaal cadeau gekregen voor zijn verjaardag. De vrienden proberen op allerlei manieren het geheugen van Wiske te laten terugkeren. Niets helpt en Lambik besluit weer loodgieter-detective te worden. Al snel vindt hij een briefje en hij ontdekt waar Wiske geweest is.
Sus Antigoon maakt zich klaar voor de jaarlijkse spokenbijeenkomst, maar de Zwarte Madam wacht hem op. Ze dreigt zijn drank af te pakken, waarna hij voor eeuwig zal verdwijnen, als hij niet meewerkt aan haar plan. De Zwarte Madam wil het leiderschap over de spoken terug, nu wordt Sus Antigoon altijd verkozen. Inmiddels zijn Lambik, Jerom en Suske bij Het Steen en ze ontdekken de schuilplaats van het gespookte. Sus Antigoon probeert te laten merken dat hij in een zak opgesloten zit, maar zijn stem is hem afgenomen. Hij laat wat wijn uit zijn fles lopen. Als Lange Wapper het uiterlijk van een zwarte kat aanneemt, kan hij gevangen genomen worden. Met een schoteltje melk lukt het om achter de plannen te komen. Wiske blijkt echter verdwenen te zijn en de vrienden gaan op zoek. 
Jerom is van zijn verkoudheid af. Hij blijkt allergisch te zijn voor dierenhaar en de sjaal die Lambik gaf was van angorawol. Wiske komt op het hondenparadijs terecht en Tobias ziet haar lopen. Er is weinig veranderd, alleen de tv-antenne is vervangen door woefi. Tobias laat Wiske eten en geeft haar een schuilplaats, maar ze herkent het hondje niet. Wiske denkt zelfs een hond te zijn. Tobias wil hulp halen en gaat naar het huis van tante Sidonia, maar ze blijkt hier niet meer te wonen. Suske is op aanwijzing van Lange Wapper in de Ruien op zoek naar de Zwarte Madam en Kludde. Kludde wil Lange Wapper redden en helpt Suske in het geheim. Hij steelt het flesje waar het geheugen van Wiske in zit opgesloten.
Lambik is op zoek naar Wiske en Tobias ziet hem lopen. Lambik snapt de hints van het hondje niet en gaat naar huis. Hij vertelt over zijn zoektocht en Jerom snapt wel wat het hondje bedoelde. Suske krijgt het geheugen van Wiske van Kludde en Lambik laat Lange Wapper dan weer vrij. Ze bekijken het geheugen van Wiske en hebben al snel door waar de Zwarte Madam mee bezig is. Ze zien ook dat Wiske van haar vrienden en Schanulleke houdt. De zwijgspreuk wordt opgeheven en Sus Antigoon kan weer spreken. De Zwarte Madam wil namelijk weer de leider van de spoken worden, zo kan ze een sleutel in handen krijgen waarmee ze de drie kwellingen kan vrijlaten over de mensheid. 
Lambik vermomt zich met een laken als spook en komt zo op de spokenvergadering terecht. Kludde heeft zijn vermomming echter meteen door en Lambik valt in een vergeetput. Suske vindt de Zwarte Madam en hoort dat zij een ontploffing gaat veroorzaken in de kamer waar Kludde en Lange Wapper zijn. De twee spoken hebben niet door dat ze in de val gelopen zijn. Suske wordt veranderd in een vleermuis, maar hij kan aan de heks ontsnappen. Sus Antigoon vertelt de verzameling spoken dat de Zwarte Madam nu verkiesbaar is, hij zal zelf terugtreden na 420 jaar. Jerom en tante Sidonia vinden het hondenparadijs en Wiske krijgt haar geheugen terug. Inmiddels heeft Suske (als vleermuis) de kamer met Kludde en Lange Wapper gevonden en hij laat zien dat de Zwarte Madam hen wil doden.
De Zwarte Madam is gekozen als leider en krijgt de sleutel in handen. Alle spoken zijn verbaasd als zij het kistje toont, want iedereen dacht dat het opperspook Gerardus dat kistje in het verleden had vernietigd. De drie kwellingen (oorlog, honger en ziekte) worden over de wereld losgelaten en de spoken vluchten, want ze zijn het niet meer gewend om griezelig te zijn. Tante Sidonia, Wiske en Jerom komen bij het gezelschap, maar Wiske kan zich de tegenspreuk niet meer herinneren. Dan haalt Jerom het poppetje uit zijn zak. Als Wiske haar geliefde Schanulleke ziet, noemt ze de tegenspreuk. Jerom verbrijzelt het kistje, maar dan laat de Zwarte Madam de bom ontploffen. Suske, Lange Wapper en Kludde hebben hem echter in haar eigen kamer gelegd, zodat er alleen daar schade ontstaat. Niemand raakt gewond en de Zwarte Madam zweert wraak te zullen nemen. 
Sus Antigoon wordt voor altijd de leider over de spoken, die teruggaan naar hun rustige bestaan, want de verkiezing wordt geannuleerd omdat er fraude is gepleegd. Kludde en Lange Wapper gaan toeristen vermaken in Het Steen. Lambik wordt uit de vergeetput gehaald en Suske krijgt zijn normale uiterlijk terug. De vrienden genieten van de rust in de tuin bij tante Sidonia, maar Wiske blijft het gevoel houden dat ze iets vergeten is. Jerom heeft dat wel door en hij komt met Tobias naar het gezelschap. Hij was alleen vergeten dat hij allergisch voor dierenhaar is.